# Jerome Myers
Jerome Myers (20 mars 1867 - 19 juin 1940) est un peintre et un écrivain américain. Connu pour ses représentations de paysages urbains, assimilé au style Ashcan School, il est l'un des principaux organisateurs de l'Armory Show qui introduisit l'art moderne aux États-Unis.

## Biographie

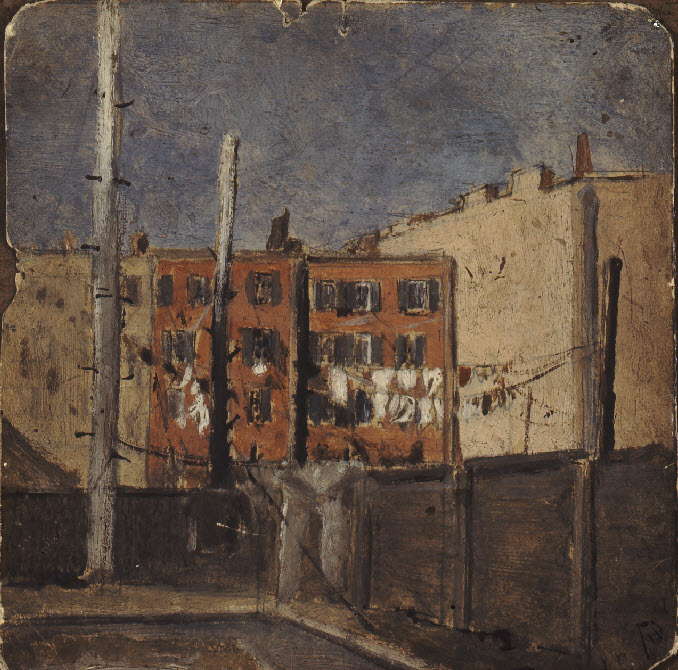
Backyard (huile sur toile, 1887), Jerome Myers Estate Collection.

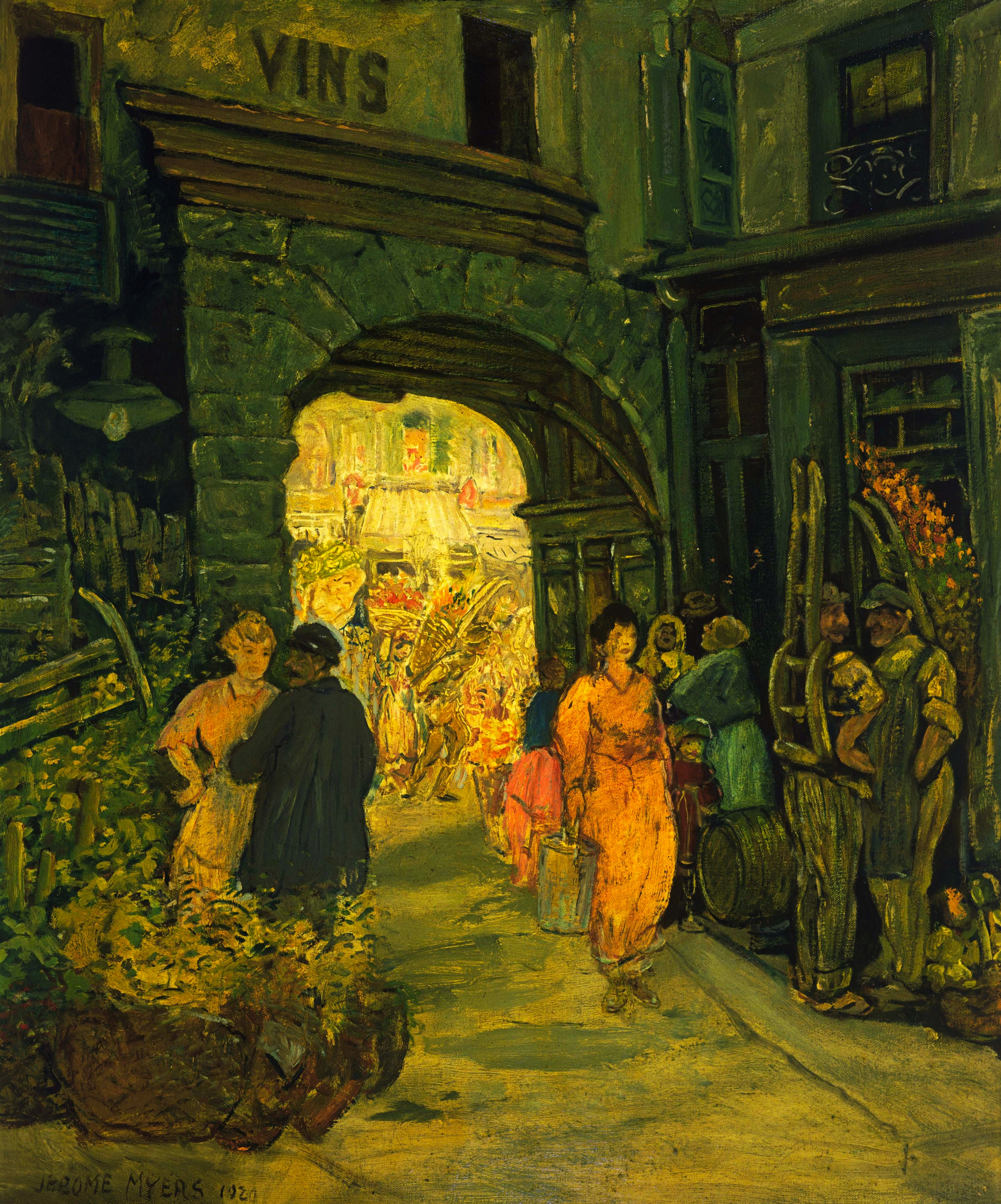
Market in Paris, huile sur toile, 1920 (The Phillips Collection — Washington, D.C.).

Né à Petersburg, en Virginie, Jerome Myers passe l'essentiel de sa vie à New York où il s'installe en 1886. Pour gagner sa vie, il devient peintre de scène et travaille pour la Moss Engraving Company, une importante entreprise de photogravure. Le soir, il étudie à la Cooper Union, puis à l'Art Student League durant huit années, et reçoit l'enseignement du peintre George de Forest Brush. Sa première toile, Backyard (1887), représente une arrière cour du Lower East Side et est considérée comme l'une des premières manifestation du style dit « Ash Can School ». En 1896, il fait un séjour en Europe, et visite Berlin, Munich et Paris. Son travail est repéré par William Macbeth qui possède plusieurs galeries d'art à New York et l'impose comme jeune artiste prometteur, et le  New York Times s'en fait l'écho. Myers participe à de nombreux événements tels que l'« Exhibition of Paintings Mainly by New Men » (mars-avril 1903), où parmi vingt artistes, il expose avec Robert Henri et John French Sloan pour la première fois.
En 1911, Myers et deux autres peintres, Elmer Livingston MacRae (en) et Walt Kuhn, se retrouvent à la Madison Gallery située à New York et dirigée par le peintre Henry Fitch Taylor (en) : ensemble ils décident de former l’Association of American Painters and Sculptors. Le trio réussit à monter la première exposition américaine d'art moderne en février 1913, connue sous le nom d'« Armory Show », non sans avoir rassemblé autour du projet Henri et Sloan.
Peintre consacré, présent dans un grand nombre de musées américains, Myers meurt en 1940 à Manhattan, dans son atelier situé au dessus du Carnegie Hall.
Il épouse en 1905 Ethel Myers (en), dont une fille, la danseuse Virginia Myers (en).

## Œuvre
Les peintures, dessins et gravures de Jerome Myers sont présents dans plus de 60 musées et institutions américains.
En France, il est salué dès 1907 par Walter Pach dans la Gazette des beaux-arts.
En 1911, l'une de ses toiles, The Mission Tent, est acquise par le Metropolitan Museum of Art ; un nouvel achat eut lieu en 1934 pour Street Group.
En 1931, il reçoit le Benjamin Altman Prize pour son tableau Street Shrine, puis de nouveau en 1937 pour City Playground.
En avril–mai 1941 le Whitney Museum of American Art de New York organise à titre posthume « The Jerome Myers Memorial Exhibition », réunissant plus de 90 travaux de l'artiste.